# Куруман
Куруман (африк. Kuruman) — городок в Северо-Капской провинции ЮАР. Город является туристской достопримечательностью благодаря своим живописным природным пейзажам, среди которых выделяется «Куруманский глаз» — место выхода подземных вод на поверхность пустыни Калахари.
В честь городка названа река Куруман (большую часть года — высохшее русло, затапливается только во время половодья).
| Показатель                    | Янв. | Фев. | Март | Апр. | Май  | Июнь | Июль | Авг. | Сен. | Окт. | Нояб. | Дек. | Год   |
| ----------------------------- | ---- | ---- | ---- | ---- | ---- | ---- | ---- | ---- | ---- | ---- | ----- | ---- | ----- |
| Средний суточный максимум, °C | 31,9 | 30,8 | 27,5 | 24,7 | 21,3 | 19,4 | 18,3 | 21,7 | 24,7 | 28,1 | 29,7  | 30,7 | 25,7  |
| Средняя температура, °C       | 24,4 | 23,4 | 20,8 | 17,0 | 13,1 | 10,6 | 9,7  | 12,4 | 15,9 | 19,5 | 21,3  | 23,0 | 18,5  |
| Средний суточный минимум, °C  | 16,9 | 16,1 | 14,1 | 9,4  | 4,9  | 1,8  | 1,0  | 3,1  | 7,1  | 10,9 | 13,0  | 15,3 | 9,5   |
| Норма осадков, мм             | 82,9 | 81,9 | 81,5 | 49,3 | 19,3 | 6,9  | 3,3  | 8,1  | 6,5  | 26,6 | 43,0  | 47,2 | 456,5 |
| Источник: ,                   |      |      |      |      |      |      |      |      |      |      |       |      |       |

В 1821 г. здесь основал миссию Роберт Моффат из Лондонского миссионерского общества. Сюда же в 1841 г. прибыл в качестве миссионера Дэвид Ливингстон.
В городе располагается база волонтёров Корпуса мира.
Население города в 2001 г. составляло 9824 человека, из которых 4267 (43,4 %) были «цветные», 3549 (36,1 %) — белые, 1969 (20,0 %) — чернокожие. Наиболее распространённый бытовой язык — африкаанс 80,68 %, за ним следует тсвана — 14,8 %.